# Harbine, Nebraska
Harbine, Nebraska (енгл. Harbine) град је у америчкој савезној држави Небраска.

## Демографија
По попису из 2010. године број становника је 49, што је 7 (-12,5%) становника мање него 2000. године.
| Група             | 2000.       | 2010.      |
| Белци             | 56 (100,0%) | 43 (87,8%) |
| Афроамериканци    | 0 (0,0%)    | 0 (0,0%)   |
| Азијати           | 0 (0,0%)    | 0 (0,0%)   |
| Хиспаноамериканци | 0 (0,0%)    | 6 (12,2%)  |
| Укупно            | 56          | 49         |